# Croix de Saint-Vital
La croix de Saint-Vital est une croix située à Ouge, en France.

## Localisation
La croix est située sur la commune d'Ouge, dans le département français de la Haute-Saône.

## Historique
L'édifice,  datant du 18e siècle, est classé au titre des monuments historiques en 1959.